# Папуа Нова Гвінея на Чемпіонаті світу з легкої атлетики 2017
Папуа Нова Гвінея на Чемпіонаті світу з легкої атлетики 2017, що проходив з 4 по 13 серпня 2017 року в Лондоні (Велика Британія) була представлена 3 спортсменами.

## Результати

### Чоловіки
Трекові і шосейні дисципліни
| Спортсмен     | Дисципліна        | Забіги    | Забіги | Півфінал        | Півфінал        | Фінал           | Фінал           |
| Спортсмен     | Дисципліна        | Результат | Місце  | Результат       | Місце           | Результат       | Місце           |
| ------------- | ----------------- | --------- | ------ | --------------- | --------------- | --------------- | --------------- |
| Ефраїм Леркін | 400 м з бар'єрами | 52.36     | 35     | Завершив виступ | Завершив виступ | Завершив виступ | Завершив виступ |

### Жінки
Трекові і шосейні дисципліни
| Спортсмен | Дисципліна | Забіги    | Забіги | Півфінал         | Півфінал         | Фінал            | Фінал            |
| Спортсмен | Дисципліна | Результат | Місце  | Результат        | Місце            | Результат        | Місце            |
| --------- | ---------- | --------- | ------ | ---------------- | ---------------- | ---------------- | ---------------- |
| Тоа Візіл | 100 м      | 11.41     | 27     | Завершила виступ | Завершила виступ | Завершила виступ | Завершила виступ |
| Тоа Візіл | 200 м      |           |        |                  |                  |                  |                  |

Технічні дисципліни
| Спортсмен      | Дисципліна        | Кваліфікація | Кваліфікація | Фінал     | Фінал |
| Спортсмен      | Дисципліна        | Результат    | Місце        | Результат | Місце |
| -------------- | ----------------- | ------------ | ------------ | --------- | ----- |
| Релліє Капутін | Стрибки у довжину |              |              |           |       |